# Humbert III. Savojský
Humbert III. Savojský, zvaný Blahoslavený (1136, Piemont – 4. března 1189, Chambéry), byl v letech 1148 až 1188 savojským hrabětem. Narodil se jako syn hraběte Amadea III. Savojského a Matyldy z Albonu. Postoupil práva a výhody klášterům a hrál rozhodující roli v organizaci kláštera Hautecombe. Údajně by byl raději mnichem, než panovníkem. Po smrti své třetí manželky odešel do kláštera Hautecombe, ale poté si to rozmyslel a se čtvrtou manželkou měl konečně syna Tomáše. V bojích o ovládnutí severní a střední Itálie stál na straně guelfů a papeže Alexandra III. proti ghibellinům a císaři Fridrichu Barbarossovi. Výsledkem byly dvě invaze na jeho území: v roce 1174 bylo zapáleno město Susa a v roce 1187 jej císař Jindřich VI. vykázal ze Svaté říše římské a odňal mu většinu jeho domén, z nichž hraběti zůstala jen údolí Susa a Aosta. Zemřel v roce 1189 v Chambéry. Byl prvním knížetem pohřbebým v Hautecombe. Jeho pamětním dnem je 4. březen.

## Život a vláda

### Mládí
Humbert III. se narodil kolem roku 1136 na hradě Avigliana u Turína jako syn hraběte Amadea III. Savojského a Matyldy z Albonu, hraběnky z Albonu a Vienne. Je významnou osobností středověké společnosti, jak dokládají dějiny rodu Savojských.
Po svém otci, stejně jako po svém dědečkovi Humbertovi II. zdědil sen o obnově roztříštěného Burgundského království, v ostré opozici vůči centralizující politice francouzské královské rodiny. V jeho úsilí byl podporován Fridrichem I. Barbarossou a zjistil, že je přinucen hrát chytré politické podmanění sousedních feudálních pánů nebo se usadit mezi svými doménami. Stejně jako jeho dědeček Humbert II., který zemřel mladý, když byl jeho syn ještě nezletilý, svěřil také Amadeus III. výchovu svého syna Humberta III sv. Amedeovi z Lausanne, bývalému opatovi z Hautecombe, a pod jeho vedením učinil mladý Humbert velký pokrok ve studiu, duševně se zformoval, začal opovrhovat zjevnou nádherou světských věcí a odevzdával se modlitbě, meditaci a pokání. Aby lépe dosáhl svých vznešených cílů, často se stáhl do opatství Hautecombe na břehu jezera Bourget v Savojsku, které založil jeho otec. Opatství vždy opouštěl s lítostí, pokaždé, když ho rodina a savojská šlechta zavolali zpět, aby ho zaměstnali politickými záležitostmi.

### Manželství
V roce 1122 putoval Amadeus III. do Svaté země. V roce 1146 se poté účastnil druhé křížové výpravy, během níž v dubnu 1148 zemřel v Nikósii, kde byl pohřben a v Savojsku po sobě zanechal dvanáctiletého dědice Humberta. V roce 1151 byl patnáctiletý hrabě Humbert zasnouben s o tři roky starší Faidivou, dcerou hraběte Alfonse Jordana z Toulouse. O tři roky později Fadiva bezdětná zemřela. Následně se Humbert oženil s o rok starší Gertrudou, dcerou hraběte Dětřicha Alsaského a Sibyly z Anjou. Toto manželství bylo anulováno.
V roce 1164 se Humbert oženil s Klementinou Zähringenskou, se kterou měl dvě dcery Žofii a Alici. Klementina v roce 1173 zemřela a Humbert se rozhodl odejít do kláštera Hautecombe, nezůstal tam však dlouho. V roce 1177 jej šlechta přesvědčila, aby se oženil počtvrté. Jeho manželkou se stala Beatrix, dcera Gérauda I. z Mâconu a Maurette de Salins. Právě tato manželka mu porodila jediného syna Tomáše, pokračovatele dynastie. Beatrix také porodila dceru, která zemřela v sedmi letech.

### Vláda
Humbertova vláda trvala čtyřicet let a byla charakteristická boji s císařem Svaté říše římské, různými pány a hraběcími biskupy. Hlavním důvodem konfliktu byla ochrana turínského biskupa Fridrichem Barbarossou, který snil o nerušené nadvládě nad hlavním městem Piemontu. To vedlo k postupnému snižování majetku a autority Humberta III v Itálii a k tomu, že mu zůstala jen Susa a Aosta. V roce 1187 jej císař Jindřich VI. pro jeho podporu císařových oponentů vykázal ze Svaté říše římské. Než odešel do svých alpských oblastí, věnoval se zejména praktikování osobních ctností a bratrské lásky.

### Úmrtí
Hrabě Humbert III. zemřel 4. března 1189 v Chambéry ve věku padesáti dvou let a všichni lidé upřímně truchlili. Byl prvním knížetem, který byl pohřben v klášteře Hautecombe, který se pak stal pohřebištěm dynastie.

### Uctívání
Humbertův život byl plný rozporů: miloval mír, ale často válčil. Byl kajícný, asketický, rozjímavý, ale byl nucen převzít otěže vlády a oženit se, aby měl dědice. Ponechal si však neklamné známky velké morální rovnováhy, přísnosti vůči sobě samému a shovívavosti a lásky k bližnímu. Byl dobrodincem církve, klášterů a věnoval se charitě a péči o chudé. Celý život podporoval klášter Hautecombe. V roce 1188 založil klášter Sant'Antonio di Ranverso.
Humberta mnozí uctívali hned po jeho smrti. Z jeho přímluvy byly údajně provedeny zázraky. V roce 1838 se sardinský král Karel Albert pokusil o to, aby Humberta papež Řehoř XVI. blahořečil, neuspěl však.

## Manželství a potomci
Humbert byl čtyřikrát ženatý:
- Faidiva z Toulouse, dcera hraběte Alfonse Jordana z Toulouse. Bezdětné manželství skončilo její smrtí v roce 1154.
- Gertruda Flanderská, dcera hraběte Dětřicha Alsaského. Manželství bylo anulováno, Gertruda byla zavřena do kláštera, později byla osvobozena a vrátila se na dvůr svého bratra Filipa Flanderského.
- Klementina Zähringenská, dcera Konráda Zähringenského. Manželství skončilo její smrtí, měli spolu dvě dcery:

- Žofie (1165–1202), manželka Azza VI. d'Este
- Alice (1166–1178), snoubenka Jana Anglického

- Beatrix z Viennois, manželství skončilo jeho smrtí v roce 1189, měli spolu syna:

- Tomáš I. Savojský